# Buiksloot

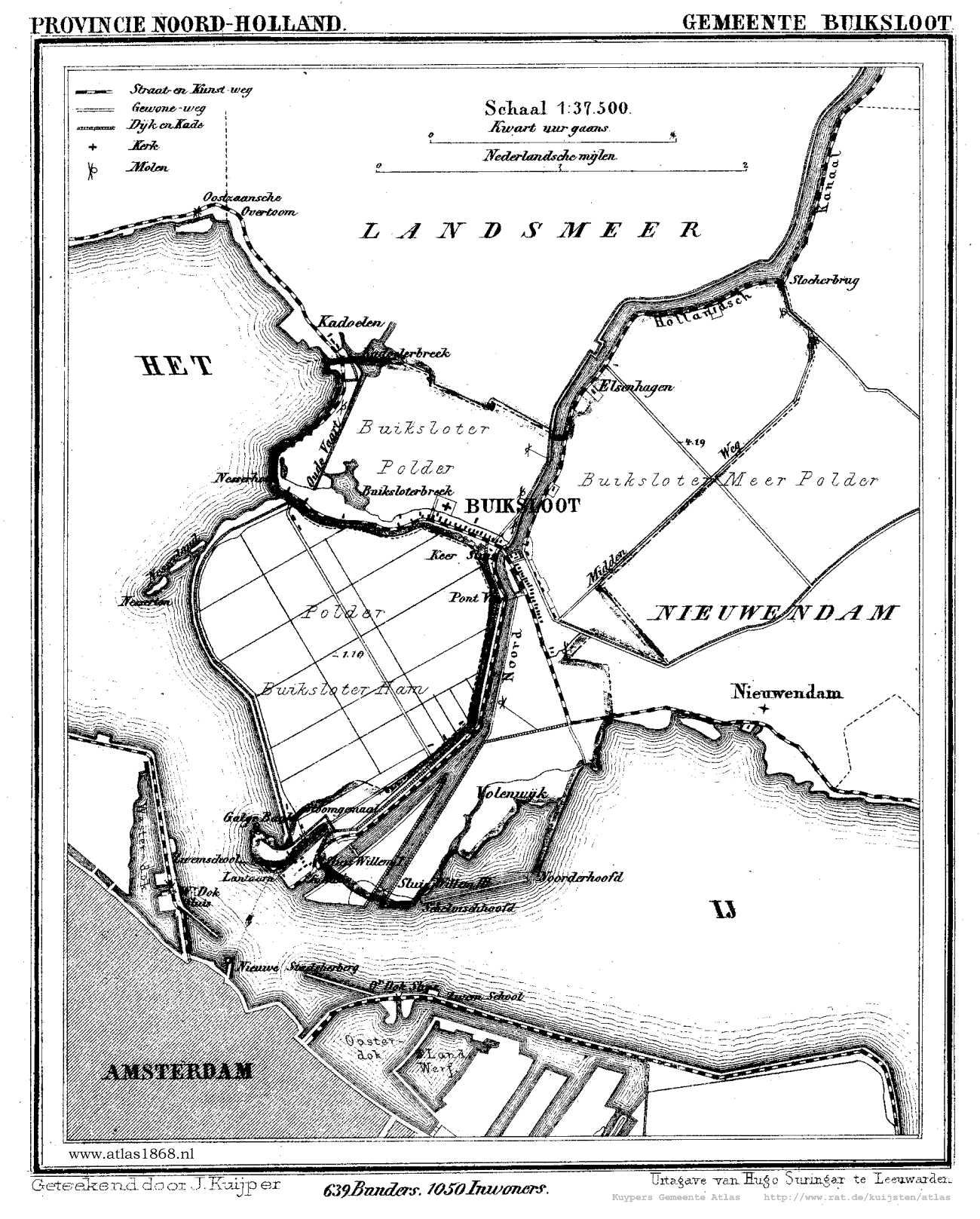
Karte der Gemeinde Buiksloot von 1868

Buiksloot ist ein Stadtviertel in Amsterdam (Provinz Nordholland) und war bis 1921 eine selbständige Gemeinde. Das Viertel liegt im Stadtbezirk Amsterdam-Noord und hatte im Jahr 2024 1.905 Einwohner.

## Geschichte
Das ehemalige Dorf Buiksloot entstand im 15. Jahrhundert mit einigen Holzhäusern und einer Kirche. Buiksloot war eine Siedlung von Landarbeitern, die den Moorboden für den Ackerbau kultivierten. Ende des 12. Jahrhunderts war bereits ein Deich gebaut worden, der das Gebiet gegen die Fluten des IJ schützen musste. Das ursprüngliche Gebiet des Dorfes war durch mehrere Deichbrüche weggespült worden. Nach 1520 wurde das Dorf hinter einem neuen Deich angelegt.
Am 14. Januar 1916 brach der Deich „Waterlandse Zeedijk“, und die  Fluten der Zuiderzee überspülten große Teile von Amsterdam-Noord. Der heutige Platz Buikslotermeerplein hatte sich in einen großen Binnensee verwandelt, der teilweise bis zu sechs Meter tief war. Am 1. Januar 1921 wurde die Gemeinde Buiksloot, ebenso wie die früheren Dörfer Ransdorp, Nieuwendam, Sloten und Watergraafsmeer, als Stadtviertel nach Amsterdam eingemeindet. Seit 1930 gehört Buiksloot zu den sogenannten „Tuindorpen“ (wörtlich: Gartendörfer, gemeint sind Gartenstädte). Bis Januar 1930 entstanden die ersten 794 Wohnungen.

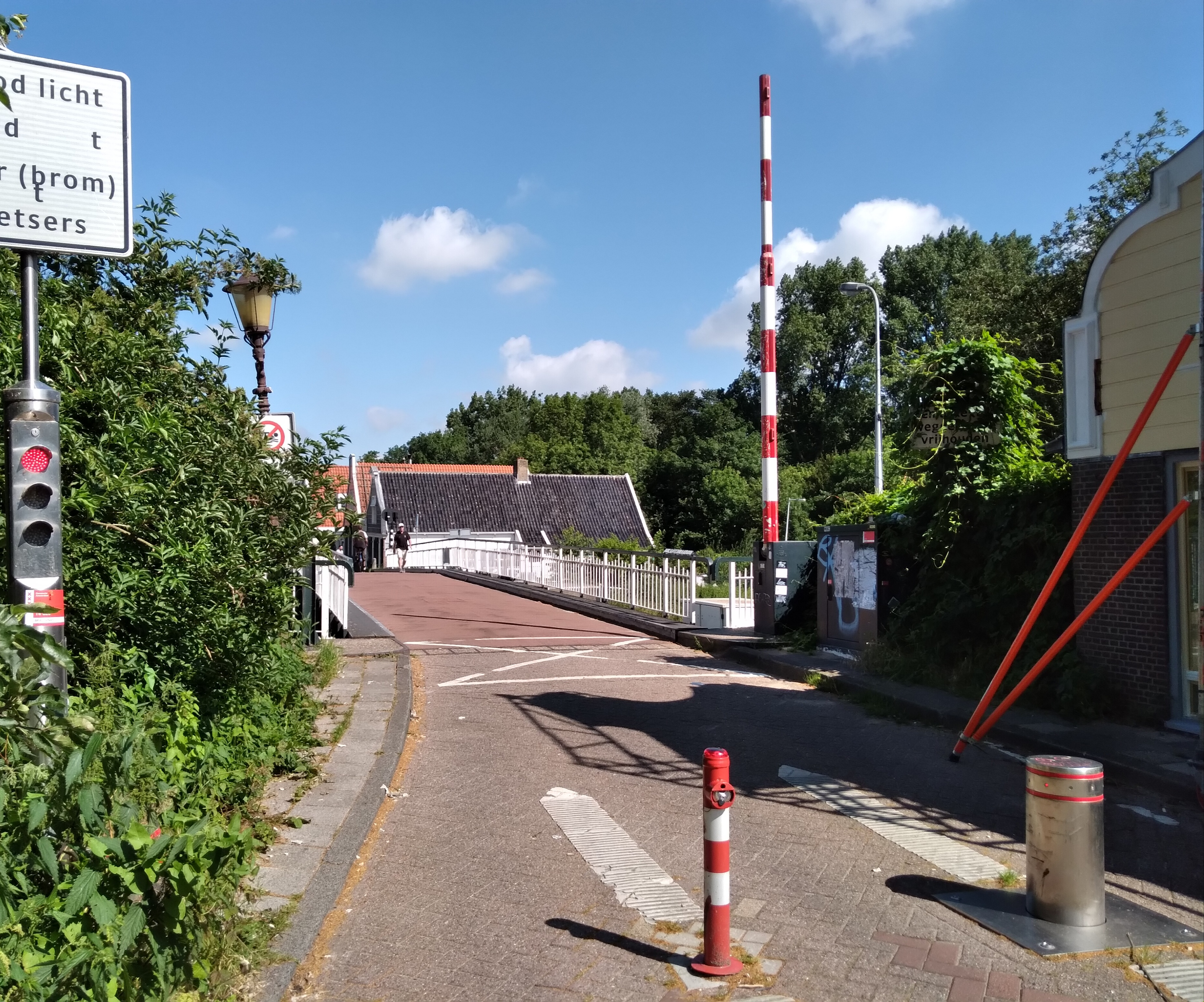
Brücke in Buiksloot

Die Mieten betrugen zwischen 3,25 und 6,50 Gulden die Woche und waren abhängig vom jeweiligen Einkommen der Mieter. Buiksloot hatte in den 1930er Jahren etwa 4000 Einwohner. Im Volksmund wird das Gebiet zwischen Buiksloot und Nieuwendam auch „Blauwe Zand“ (deutsch Blauer Sand) genannt. Das tiefliegende Terrain wurde mit Sand, der eine bläuliche Farbe hatte aufgeschüttet und damit erhöht. Der Name „Blauw Zand“ wurde auch von Institutionen und Ämtern
verwendet. 1937 wurde der Name dann offiziell in Buiksloot geändert. Im Januar 2024 hatte der „Blauwe Zand“ 1.905, Buiksloterdijk West 165 und Buiksloterdijk Oost 140 Einwohner.
Bei den Wahlen für den Amsterdamer Gemeinderat 1934 wählten 80 % der Bewohner entweder die Communistische Partij Holland oder die Sociaal-Democratische Arbeiderspartij (SDAP). Dies war eine Form des Widerstands der Bewohner gegen den aufkommenden Nationalsozialismus.
Zwischen 1964 und 1970 entstanden im nördlichen Teil viele Neubauwohnungen und damit die Nachbarschaftsviertel „Banne Zuid“ (deutsch Banne Süd) und „Banne Oost“ (Banne Ost). Hier wurden Sportsplätze angelegt sowie ein Streichelzoo (niederländisch Kinderboerderij, wörtlich Kinderbauernhof). Es gibt eine restaurierte Mühle, einen Friedhof, ein Jugendzentrum und einen Streichelzoo.